# Hypsibius antonovae
Hypsibius antonovae är en djurart som tillhör fylumet trögkrypare, och som först beskrevs av Vladimir I. Biserov 1990.  Hypsibius antonovae ingår i släktet Hypsibius och familjen Hypsibiidae. Inga underarter finns listade i Catalogue of Life.